# Eupatagidae
De Eupatagidae zijn een familie van zee-egels (Echinoidea) uit de orde Spatangoida.

## Geslachten
- Eupatagus L. Agassiz, 1847